# Hacıfakılı, Kozaklı
Hacıfakılı là một xã thuộc huyện Kozaklı, tỉnh Nevşehir, Thổ Nhĩ Kỳ. Dân số thời điểm năm 2011 là 71 người.